# Claudia Treviño Santa Cruz
Claudia Treviño Santa Cruz (Ciudad de México, 1963) es una científica mexicana especializada en problemas de infertilidad y desarrollo de anticonceptivos novedosos. Desde mayo del 2013 funge como Coordinadora de Docencia del Posgrado en Ciencias Bioquímicas de la Academia de Ciencias de Morelos. Es nivel II del Sistema Nacional de Investigadores. La Fundación Alexander von Humboldt la nombró su embajadora científica en México.

## Biografía
Se graduó  con mención ñonorífica de la licenciatura de Química en la UNAM. Trabajó en el Instituto de Ciencias Nucleares como Técnica Académica. Posteriormente realizó maestría y doctorado en Bioquímica en la Universidad Estatal de Nuevo México en Estados Unidos. Realizó un postdoctorado en el Biozentrum en Frankfurt, Alemania. En 1995 se incorpora al Instituto de Biotecnología de la UNAM.
En 2011 conformó un consorcio, con Dr. Alberto Darszon y Dr. Takuya Nishigaki, que se dedica al estudio de la fisiología del espermatozoide.

## Publicaciones
- Beltran,C. Trevino,C.L. Mata-Martinez,E. Chávez,J.C. Sanchez-Cardenas,C. Baker,M. Darszon,A. 2016. Role of Ion Channels in the Sperm Acrosome Reaction en: Buffone,M.G. Sperm Acrosome Biogenesis and Function During Fertilization. Springer International Publishing Switzerland. pags. 35-69
- Trevino,C.L. Orta,G. Figueiras-Fierro,D. De la Vega-Beltran JL Ferreira,G. Balderas,E. Jose,O. Darszon,A. 2014. Cl- channels and transporters in sperm physiology en: Sexual Reproduction in Animals and Plants. Tokyo. Springer-Japan. pags. 59-84
- Reyes,J.G. Sanchez-Cardenas,C. Acevedo-Castillo,W. Leyton,P. Lopez-Gonzalez,I. Felix,R. Gandini,M.A. Trevino,M.B. Trevino,C.L. 2014. Maitotoxin: An Enigmatic Toxic Molecule with Useful Applications in the Biomedical Sciences en: Botana,L.M. Seafood and Freshwater Toxins. Pharmacology, Physiology, and Detection. Boca Ratón. CRC Press. pags. 677-694